# Warriors (bokserie)
Warriors är en barnboksserie i genren fantasy, skriven av det brittiska författarkollektivet Erin Hunter bestående av Victoria Holmes, Kate Cary, Cherith Baldry och Tui T. Sutherland. Serien är utgiven av förläggaren Harper Collins sedan 2003. En svensk översättning började ges ut av Bokfabriken år 2016. Den svenska översättningen består av 21 böcker. De första sex ljudböckerna har skådespelaren Mattias Linderoth som uppläsare och för sina prestationer i den första boken Ut i det vilda blev han tilldelad Stora Ljudbokspriset 2017.
Warriors består av åtta sviter där varje svit innehåller sex böcker. Därutöver har det tillkommit guideböcker, noveller och manga på engelska av Dan Jolley. Handlingen kretsar kring vilda katter som kommunicerar med varandra och de lever uppdelade i olika klaner. Det är resursbrist i skogen och klanerna strider mot varandra om jaktmarkerna. Serien har nått stor popularitet och sålts i över 40 miljoner exemplar världen över.
I januari 2024 annonserade Coolabi Group att man planerar att producera animerade filmer och serier baserade på bokserien i samarbete med streamingtjänsten Tencent Video.

## Böcker
| Lista över samtliga böcker i de åtta sviterna | Lista över samtliga böcker i de åtta sviterna | Lista över samtliga böcker i de åtta sviterna | Lista över samtliga böcker i de åtta sviterna | Lista över samtliga böcker i de åtta sviterna | Lista över samtliga böcker i de åtta sviterna |
| Engelsk titel                                 | Första utgivning på engelska (år)             | Svit                                          | Svensk titel                                  | Första utgivning på svenska (år)              |                                               |
| --------------------------------------------- | --------------------------------------------- | --------------------------------------------- | --------------------------------------------- | --------------------------------------------- | --------------------------------------------- |
| Into the Wild                                 | 2003                                          | The Prophecies Begin (Första profetian)       | Ut i det vilda                                | 2016                                          |                                               |
| Fire and Ice                                  | 2003                                          | The Prophecies Begin (Första profetian)       | Eld och is                                    | 2016                                          |                                               |
| Forest of Secrets                             | 2003                                          | The Prophecies Begin (Första profetian)       | Hemligheternas skog                           | 2016                                          |                                               |
| Rising Storm                                  | 2004                                          | The Prophecies Begin (Första profetian)       | Stormen kommer                                | 2017                                          |                                               |
| A Dangerous Path                              | 2004                                          | The Prophecies Begin (Första profetian)       | Det svåra valet                               | 2017                                          |                                               |
| The Darkest Hour                              | 2004                                          | The Prophecies Begin (Första profetian)       | Ödets timma                                   | 2017                                          |                                               |
| Midnight                                      | 2005                                          | The New Prophecy (Den nya profetian)          | Midnatt                                       | 2017                                          |                                               |
| Moonrise                                      | 2005                                          | The New Prophecy (Den nya profetian)          | Månsken                                       | 2017                                          |                                               |
| Dawn                                          | 2005                                          | The New Prophecy (Den nya profetian)          | Gryning                                       | 2018                                          |                                               |
| Starlight                                     | 2006                                          | The New Prophecy (Den nya profetian)          | Stjärnljus                                    | 2018                                          |                                               |
| Twilight                                      | 2006                                          | The New Prophecy (Den nya profetian)          | Skymning                                      | 2019                                          |                                               |
| Sunset                                        | 2006                                          | The New Prophecy (Den nya profetian)          | Solnedgång                                    | 2020                                          |                                               |
| The Sight                                     | 2007                                          | Power of Three (Maktens arvtagare)            | Visionen                                      | 2020                                          |                                               |
| Dark River                                    | 2007                                          | Power of Three (Maktens arvtagare)            | Den mörka floden                              | 2021                                          |                                               |
| Outcast                                       | 2008                                          | Power of Three (Maktens arvtagare)            | Klanlös                                       | 2021                                          |                                               |
| Eclipse                                       | 2008                                          | Power of Three (Maktens arvtagare)            | Solförmörkelse                                | 2022                                          |                                               |
| Long Shadows                                  | 2008                                          | Power of Three (Maktens arvtagare)            | Mörka skuggor                                 | 2022                                          |                                               |
| Sunrise                                       | 2009                                          | Power of Three (Maktens arvtagare)            | Soluppgång                                    | 2023                                          |                                               |
| The Fourth Apprentice                         | 2009                                          | Omen of the Stars (Stjärnornas budskap)       | Den fjärde lärlingen                          | 2023                                          |                                               |
| Fading Echoes                                 | 2010                                          | Omen of the Stars (Stjärnornas budskap)       | Drömmarnas eko                                | 2024                                          |                                               |
| Night Whispers                                | 2010                                          | Omen of the Stars (Stjärnornas budskap)       | Nattviskningar                                | 2024                                          |                                               |
| Sign of the Moon                              | 2011                                          | Omen of the Stars (Stjärnornas budskap)       | Månens tecken                                 | 2025                                          |                                               |
| The Forgotten Warrior                         | 2011                                          | Omen of the Stars (Stjärnornas budskap)       | Den bortglömda krigaren                       | 2025                                          |                                               |
| The Last Hope                                 | 2012                                          | Omen of the Stars (Stjärnornas budskap)       | ej översatta                                  | ej översatta                                  |                                               |
| The Sun Trail                                 | 2013                                          | Dawn of the Clans                             | ej översatta                                  | ej översatta                                  |                                               |
| Thunder Rising                                | 2013                                          | Dawn of the Clans                             | ej översatta                                  | ej översatta                                  |                                               |
| The First Battle                              | 2014                                          | Dawn of the Clans                             | ej översatta                                  | ej översatta                                  |                                               |
| The Blazing Star                              | 2014                                          | Dawn of the Clans                             | ej översatta                                  | ej översatta                                  |                                               |
| A Forest Divided                              | 2015                                          | Dawn of the Clans                             | ej översatta                                  | ej översatta                                  |                                               |
| Path of Stars                                 | 2015                                          | Dawn of the Clans                             | ej översatta                                  | ej översatta                                  |                                               |
| The Apprentice's Quest                        | 2016                                          | A Vision of Shadows                           | ej översatta                                  | ej översatta                                  |                                               |
| Thunder and Shadow                            | 2016                                          | A Vision of Shadows                           | ej översatta                                  | ej översatta                                  |                                               |
| Shattered Sky                                 | 2017                                          | A Vision of Shadows                           | ej översatta                                  | ej översatta                                  |                                               |
| Darkest Night                                 | 2017                                          | A Vision of Shadows                           | ej översatta                                  | ej översatta                                  |                                               |
| River of Fire                                 | 2018                                          | A Vision of Shadows                           | ej översatta                                  | ej översatta                                  |                                               |
| The Raging Storm                              | 2018                                          | A Vision of Shadows                           | ej översatta                                  | ej översatta                                  |                                               |
| Lost Stars                                    | 2019                                          | The Broken Code                               | ej översatta                                  | ej översatta                                  |                                               |
| The Silent Thaw                               | 2019                                          | The Broken Code                               | ej översatta                                  | ej översatta                                  |                                               |
| Veil of Shadows                               | 2020                                          | The Broken Code                               | ej översatta                                  | ej översatta                                  |                                               |
| Darkness Within                               | 2020                                          | The Broken Code                               | ej översatta                                  | ej översatta                                  |                                               |
| The Place of No Stars                         | 2021                                          | The Broken Code                               | ej översatta                                  | ej översatta                                  |                                               |
| A Light in the Mist                           | 2021                                          | The Broken Code                               | ej översatta                                  | ej översatta                                  |                                               |
| River                                         | 2022                                          | A Starless Clan                               | ej översatta                                  | ej översatta                                  |                                               |
| Sky                                           | 2022                                          | A Starless Clan                               | ej översatta                                  | ej översatta                                  |                                               |
| Shadow                                        | 2023                                          | A Starless Clan                               | ej översatta                                  | ej översatta                                  |                                               |
| Thunder                                       | 2023                                          | A Starless Clan                               | ej översatta                                  | ej översatta                                  |                                               |
| Wind                                          | 2024                                          | A Starless Clan                               | ej översatta                                  | ej översatta                                  |                                               |
| Star                                          | 2024                                          | A Starless Clan                               | ej översatta                                  | ej översatta                                  |                                               |